# George B. Seitz
George Brackett Seitz (* 3. Januar 1888 in Boston, Massachusetts; † 8. Juli 1944 in Hollywood, Kalifornien) war ein US-amerikanischer Filmregisseur und Drehbuchautor.

## Leben
George Seitz begann seine Karriere als Dramatiker, Illustrator und Theaterschauspieler und kam 1913 in die noch junge Filmindustrie nach Hollywood. Er begann bei Pathé zunächst als Schauspieler und Drehbuchautor. Für Pathé entwickelte er ab 1914 Serien von Abenteuerfilmen wie The Perils of Pauline (1914) mit der Schauspielerin Pearl White in den Hauptrollen. Dem Genre des Abenteuer- und Actionfilms blieb er auch als Regisseur treu. 
Mit Einführung des Tonfilms erweiterte sich Seitzs Repertoire um romantische Komödien und Kriminalfilme. Weiterhin drehte er aber auch Abenteuerfilme wie Der Letzte der Mohikaner (1934) oder Tarzans Rache (1936). Zu seinen größten Erfolgen als Regisseur gehören die Filme der Andy-Hardy-Reihe mit Mickey Rooney in der Titelrolle. Die idyllischen Familienkomödien waren an den amerikanischen Kinokassen sehr erfolgreich, 1943 wurde die Filmreihe mit einem Ehrenoscar ausgezeichnet. Seitz führte hierbei die Regie von dem Großteil der Andy-Hardy-Filme, diese bildeten den Schwerpunkt von seiner Arbeit zwischen 1937 und bis zu seinem Tod im Sommer 1944.
Der Kameramann John F. Seitz war sein Bruder. Sein Sohn George B. Seitz Jr., ebenfalls Regisseur und Drehbuchautor wurde durch seine Mitarbeit an der Fernsehserie The Lone Ranger bekannt.

## Filmografie (Auswahl)
- 1918: Das Haus des Schreckens (The House of Hate)
- 1924: Die Mädchenhändler von New York (Into the Net)
- 1924: Die Jagd nach der Kassette (Galloping Hoofs)
- 1925: Im Tale der wilden Pferde (Wild Horse Mesa)
- 1925: Der Untergang der roten Rasse (The Vanishing American)
- 1926: Der Schrecken der Steinwüste (Desert Gold)
- 1926: Bedrohte Grenzen (The Last Frontier)
- 1930: Danger Lights
- 1931: Arizona
- 1934: Zwei Herzen auf der Flucht (Fugitive Lovers) (nur Drehbuch)
- 1935: Der Polizeibericht meldet … (Woman Wanted)
- 1935: Ein Arzt für alle Fälle (Society Doctor)
- 1935: Verbrecherhände
- 1935: Kind Lady
- 1936: Der Letzte der Mohikaner (The Last of the Mohicans)
- 1936: Tarzans Rache (Tarzan Escapes)
- 1937: A Family Affair (Erster Teil der Andy-Hardy-Reihe)
- 1937: You’re Only Young Once
- 1938: Love Finds Andy Hardy
- 1939: The Hardys Ride High
- 1940: Rote Teufel um Kit Carson (Kit Carson)
- 1940: Andy Hardy Meets Debutante
- 1941: Andy Hardy’s Private Secretary
- 1942: Andy Hardy’s Double Life’
- 1942: Mister Gardenia Jones (Dokumentarfilm)
- 1944: Andy Hardy’s Blonde Trouble